# アダム・ジェミリ
アダム・ジェミリ（Adam Gemili、1993年10月6日 ‐ ）は、イギリス出身の陸上競技選手。元サッカー選手。
陸上競技の専門は短距離走。
100mで9秒97、200mで19秒97の自己ベストを持つ。2016年リオデジャネイロオリンピック男子200mのファイナリスト（4位）である。

## 実績
ジェミリは、2012年バルセロナ世界ジュニア陸上競技選手権大会で100mの金メダルを獲得しました。
ジェミリは2012年夏季オリンピックに出場し、10.06秒、準決勝で３位になりました。